# Linum triflorum
Linum triflorum är en linväxtart som beskrevs av John Jefferson Davis. Linum triflorum ingår i släktet linsläktet, och familjen linväxter. Inga underarter finns listade i Catalogue of Life.